# Pontogammarus olvianus
Pontogammarus olvianus is een vlokreeftensoort uit de familie van de Pontogammaridae. De wetenschappelijke naam van de soort is voor het eerst geldig gepubliceerd in 1904 door Sowinsky.